# PW Большого Пса
PW Большого Пса (лат. PW Canis Majoris) — одиночная переменная звезда в созвездии Большого Пса на расстоянии (вычисленном из значения параллакса) приблизительно 6764 световых лет (около 2074 парсеков) от Солнца. Видимая звёздная величина звезды — от +14,3m до +12,4m.

## Характеристики
PW Большого Пса — пульсирующая полуправильная переменная звезда типа SRB (SRB).